# Cantone di Guachapala
Il Cantone di Guachapala è un cantone dell'Ecuador che si trova nella Provincia di Azuay.
Il capoluogo del cantone è Guachapala.